# یواس‌اس همیلتون (۱۸۰۹)
یواس‌اس همیلتون (۱۸۰۹) (به انگلیسی: USS Hamilton (1809)) یک کشتی بود که طول آن ۱۱۰ فوت (۳۴ متر) بود. این کشتی در سال ۱۸۰۹ ساخته شد.